# Carlo Dossi
Le comte Carlo Alberto Pisani Dossi est un écrivain, homme politique et diplomate italien né à Zenevredo le 27 mars 1849 et mort à Cardina le 19 novembre 1910 . Il est un représentant de la première génération de la Ligne lombarde.

## Œuvre
Ses principaux ouvrages, qui échappent aux classifications littéraires conventionnelles, ont été écrits sur une période de temps relativement courte, entre 1868 et 1887.
Ses œuvres sont marquées par le goût de l’auteur pour le pastiche linguistique et par l’usage déformant des descriptions grotesques. Ses romans ont souvent une structure narrative non conventionnelle, avec des digressions fréquentes, des citations et des répétitions, à la manière des auteurs qu’il appréciait le plus, Jean Paul et Laurence Sterne. Leur forme lexicale et syntaxique est complexe, avec sauts brusques du plus soutenu au populaire, des mots latins, des néologismes, des expressions et des termes argotiques, techniques et dialectaux.
Sa contrainte de la langue au-delà de son utilisation courante a conduit Gianfranco Contini à le définir comme l’initiateur de la « ligne lombarde », de l’expérimentalisme qui trouvera son plus haut représentant en Carlo Emilio Gadda. Il n’atteindra pas cependant la violence expressionniste de celui-ci. Il cherche plutôt à créer un langage personnel, loin de celui en vigueur, où des éléments d’origines différentes coexistent dans une forme harmonieuse tout à tour ironique ou nostalgique, sans contrastes stylistiques . Il représente parfaitement l’ambiguïté de la scapigliatura, divisée entre influence romantique et décadentisme.

## Œuvres traduites en français
- Avant-hier, [« L'altrieri »], trad. de Chantal Moiroud, Paris, Éditions Hatier, coll. « Haute enfance », 1991, 122 p.  (ISBN 2-218-03078-0)
- La Désinence en A, [« La desinenza in A »], trad. de Chantal Moiroud, Toulouse, France, Éditions Ombres, 1991, 307 p.  (ISBN 2-905964-43-X)
- La Vie d’Alberto Pisani, [« Vita di Alberto Pisani »], trad. de Chantal Moiroud, Toulouse, France, Éditions Ombres, coll. « Petite bibliothèque Ombres », 1995, 222 p.  (ISBN 2-84142-026-4)
- Amours, suivi de Autodiagnostic quotidien, [« Amori »], trad. de Chantal Moiroud, Paris, Éditions Gallimard, coll. « L’Arpenteur. Domaine italien », 1999, 139 p.  (ISBN 2-07-073126-X)

## Héraldique
| Armes | Titre                            | Héraldique |
|       | Carlo Alberto Pisani Dossi Comte |            |

## Sources
- (it) Cet article est partiellement ou en totalité issu de l’article de Wikipédia en italien intitulé « Carlo Dossi » (voir la liste des auteurs).
- Dante Isella, La lingua e lo stile di Dossi, Milano-Napoli, 1958
- Antonio Carannante, Scrittori a Roma: Carlo Dossi (1849-1910), in Strenna dei Romanisti, 21 Aprile 2011, pp. 125–135.